# Sinago

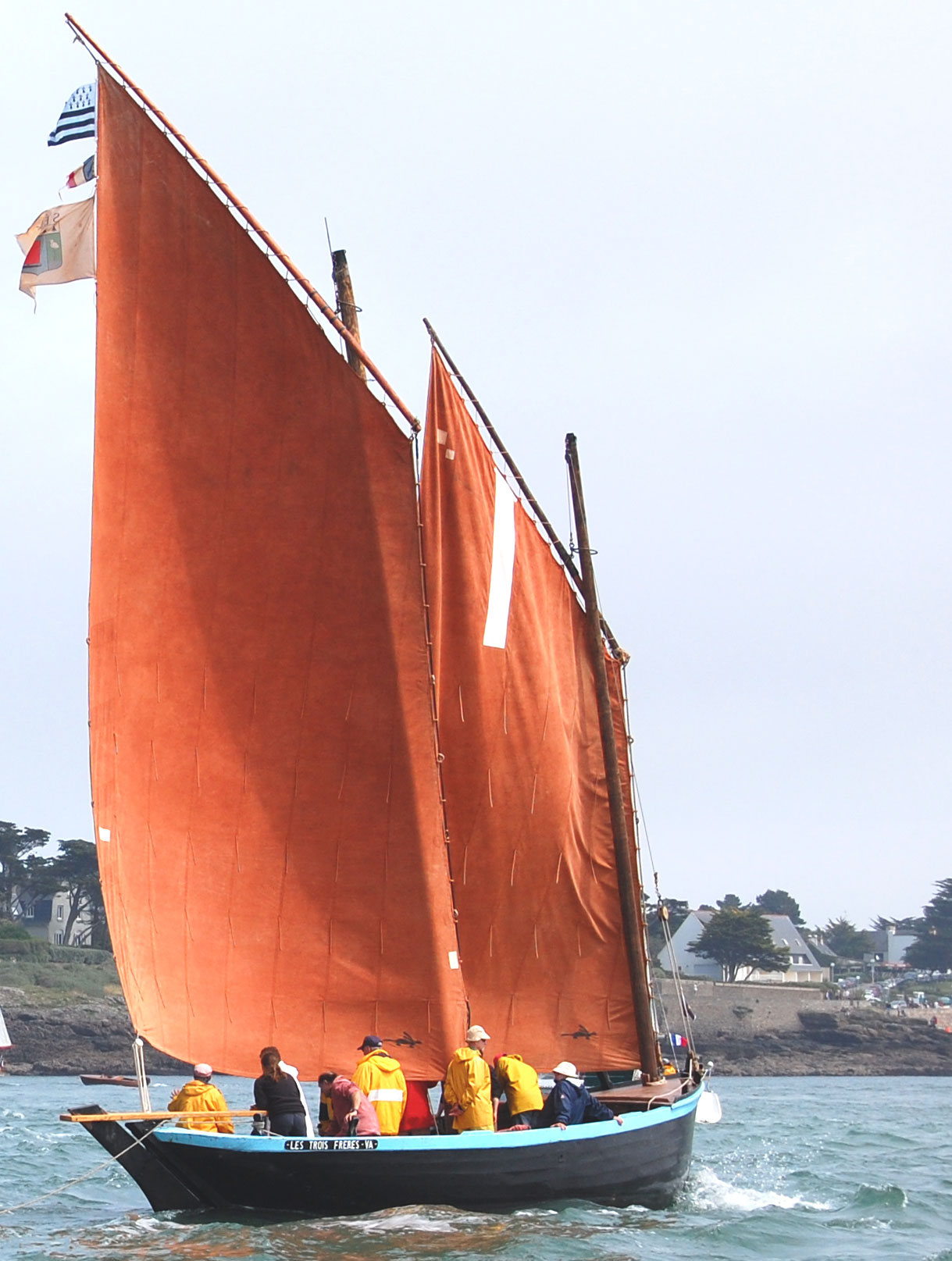
Sinago Les trois frères in de Golf van Morbihan

De sinago of sinagot is een kleine, traditionele langsgetuigde zeilboot met twee masten en twee okerrode zeilen aan een dwarshout, die afkomstig is uit Séné, het havenstadje onder Vannes aan de Golf van Morbihan.
Er is slechts één origineel exemplaar bewaard gebleven, Les trois frères, gebouwd in 1943. Sinds 1985 is dit schip gekwalificeerd als monument historique. Verschillende sinagots zijn gebouwd als replica van een historisch exemplaar.